# Rajd Akropolu 1967
Rajd Akropolis 1967 (15. Acropolis Rally) – 15 edycja rajdu samochodowego Rajd Akropolis rozgrywanego w Grecji. Rozgrywany był od 25 do 28 maja 1967 roku. Była to ósma runda Rajdowych Mistrzostw Europy w roku 1967.

## Klasyfikacja rajdu
| Miejsce                      | Kierowca                     | Pilot                        | Samochód                     | Czas                         | Strata                       |                              |
| Klasyfikacja generalna i ERC | Klasyfikacja generalna i ERC | Klasyfikacja generalna i ERC | Klasyfikacja generalna i ERC | Klasyfikacja generalna i ERC | Klasyfikacja generalna i ERC | Klasyfikacja generalna i ERC |
| ---------------------------- | ---------------------------- | ---------------------------- | ---------------------------- | ---------------------------- | ---------------------------- | ---------------------------- |
| 1.                           | Paddy Hopkirk                | Ronald Crellin               | BMC Mini Cooper S            |                              | 0.0                          |                              |
| 2.                           | Ove Andersson                | John Davenport               | Lancia Fulvia Rallye 1,3 HF  |                              |                              |                              |
| 3.                           | Bengt Söderström             | Gunnar Palm                  | Ford Cortina Lotus MK2       |                              |                              |                              |
| 4.                           | Arnulf Pilhatsch             | Johan-Hans Hartinger         | BMW 2000 Ti                  |                              |                              |                              |
| 5.                           | Johnny Pesmazoglou           | Dimítris Georgitsis          | Opel Rekord                  |                              |                              |                              |
| 6.                           | Raimo Halm                   | Aimo Virtanen                | Datsun 1600 SSS              |                              |                              |                              |
| 7.                           | Hans Laine                   | Anssi Järvi                  | Datsun 1600 SSS              |                              |                              |                              |
| 8.                           | Rune Larsson                 | K. Rune                      | Volvo 122 S                  |                              |                              |                              |
| 9.                           | Jan-Erik Lundgren            | Lars Eriksson                | Volvo 122 S                  |                              |                              |                              |
| 10.                          | Eberhard Schmitthelm         | Walter Geltermair            | BMW 1600                     |                              |                              |                              |